# Clash com Nery
Cristiano Nery (Jundiaí, 1979 ou 1980) é um youtuber brasileiro. Ele é mais conhecido por seu canal no YouTube Clash com Nery e por narrar os jogos eletrônicos Clash Royale e Brawl Stars, da Supercell.

## Carreira
Nery começou seu canal criando vídeos sobre o jogo Clash of Clans, desenvolvido pela Supercell. A mesma empresa lançou, mais tarde, o jogo Clash Royale, fazendo com que Nery mudasse seu foco para o novo jogo lentamente. Eventualmente, todos os seus vídeos passaram a ser sobre o jogo.
Nery chegou até o posto de narrador de Clash Royale a partir de uma parceria com a desenvolvedora Supercell. Em 2016, narrou um torneio na Brasil Game Show. Em 10 de dezembro de 2018, participou de um reality show de Clash Royale, intitulado Tilibra Kings and Queens. Em setembro de 2019, Nery foi convidado pela Supercell para narrar o primeiro campeonato mundial de outro jogo da mesma, Brawl Stars. Nos dias 7 e 8 de março de 2020, narrou o campeonato Arena Extra, apresentado pela Google Play, em Curitiba. Em maio, foi o primeiro brasileiro a ter seu próprio modo de jogo oficial dentro do Clash Royale, chamado "Extravagância de Elixir do Nery", feito a partir de um convite da Supercell.